# Drosophila brevicarinata
Drosophila brevicarinata är en tvåvingeart som beskrevs av Patterson och Wheeler 1942. Drosophila brevicarinata ingår i släktet Drosophila och familjen daggflugor.
Artens utbredningsområde är Mexiko.